# Фаустина
Фаустина (361 – после 366) је била царица Римског царства и трећа жена цара Констанција II. Главни извор за њену биографију је извештај историчара Амијана Марцелина. Њено порекло је непознато. 

## Брак
Цар Констанције II се њоме оженио у Антиохији 361. године, после смрти своје друге жене Еусебије 360. године. Амијан једноставно извештава да се брак догодио док је цар Констанције II зимовао у Антиохији, правећи паузу од текућих римско-персијских ратова. „У исто време Констанције узе за жену Фаустину, давно изгубивши Еусебију“.
Била је трудна када је цар Констанције II умро 3. новембра 361. године, и касније родила њихову посмртну ћерку, Флавију Максиму Констанцију, једино дете цара Констанција II. Констанција се касније удала за цара Грацијана.

## Удовица
Фаустина је 28. септембра 365. године, била присутна када је Прокопије примио инсигније царских обреда у Цариграду. Фаустина и присуство њене мале ћерке сугерисале су да је Прокопије био законити наследник Константинове династије која је још увек била поштована..
Амијан сматра да је Прокопијева замисао била да преко присуства царице Фаустине и принцезе Констанције на његовом крунисању обезбеди лојалност и подршку народа његовом уздизању на престо:
„Валенс је позвао своје трупе и, придруживши се њему Лупицину и снажној помоћници, похитао је у Песин, некадашњи град Фригије, а сада у Галатији. Пошто је безбедно поставио ово место да не би претрпео изненађење у тим крајевима, кренуо је уз подножје узвишене планине зване Олимп, и преко стеновитих путева, према Ликији, планирајући да нападне Гомоарија, док је он ту лутао у полусну. Али он [Валенс] је наишао на општи и упорни отпор, посебно због тога — што је његов непријатељ (као што је поменуто) и у маршу и када су били скоро у борбеном реду, носио је са собом у носиљци Констанцијеву кћерку и њену мајку Фаустину, и тиме распламсавао страсти војника да се храбрије боре у одбрани царског сталежа, за који је тврдио да полаже право.“
После битке код Тијатире и Прокопијевог пада 366. године, царица Фаустина се више не помиње.